# Корфу (Њујорк)
Корфу (енгл. Corfu) град је у америчкој савезној држави Њујорк.

## Демографија
По попису из 2010. године број становника је 709, што је 86 (-10,8%) становника мање него 2000. године.
| Група             | 2000.       | 2010.       |
| Белци             | 765 (96,2%) | 682 (96,2%) |
| Афроамериканци    | 7 (0,9%)    | 5 (0,7%)    |
| Азијати           | 0 (0,0%)    | 2 (0,3%)    |
| Хиспаноамериканци | 11 (1,4%)   | 14 (2,0%)   |
| Укупно            | 795         | 709         |